# Brian Helgeland
Brian Thomas Helgeland (Providence, 17 gennaio 1961) è uno sceneggiatore e regista statunitense, di origini norvegesi.

## Biografia
Brian Helgeland nasce nel 1961 da madre norvegese e padre di Brooklyn. Si diploma alla Loyola Marymount University di Los Angeles e in seguito studia alla University of Massachusetts Dartmouth. Debutta come sceneggiatore nel 1988 con l'horror Nightmare 4 - Il non risveglio, nel 1997 scrive a quattro mani con Curtis Hanson la sceneggiatura di L.A. Confidential, basata sull'omonimo romanzo di James Ellroy, per il quale si aggiudica un Oscar per la miglior sceneggiatura non originale. Nello stesso anno si aggiudica un Razzie Awards per L'uomo del giorno dopo. Nel 1999 debutta alla regia dirigendo Mel Gibson nel film d'azione e violenza Payback - La rivincita di Porter, in seguito dirige Heath Ledger in Il destino di un cavaliere del 2001 e La setta dei dannati del 2003. Inoltre collabora con Clint Eastwood per i suoi film come regista Debito di sangue e Mystic River, per quest'ultimo viene nuovamente nominato all'Oscar nel 2004.

## Filmografia

### Sceneggiatore
- Nightmare 4 - Il non risveglio (A Nightmare on Elm Street 4: The Dream Master), regia di Renny Harlin (1988)
- 976 - Chiamata per il diavolo (976-EVIL), regia di Robert Englund (1988)
- Autostrada per l'inferno (Highway to Hell), regia di Ate de Jong (1991)
- Assassins, regia di Richard Donner (1995)
- Ipotesi di complotto (Conspiracy Theory), regia di Richard Donner (1997)
- L'uomo del giorno dopo (The Postman), regia di Kevin Costner (1997)
- L.A. Confidential, regia di Curtis Hanson (1997)
- Payback - La rivincita di Porter (Payback), regia di Brian Helgeland (1999)
- Il destino di un cavaliere (A Knight's Tale), regia di Brian Helgeland (2001)
- Debito di sangue (Blood Work), regia di Clint Eastwood (2002)
- Mystic River, regia di Clint Eastwood (2003)
- La setta dei dannati (The Order), regia di Brian Helgeland (2003)
- Man on Fire - Il fuoco della vendetta (Man on Fire), regia di Tony Scott (2004)
- The Bourne Supremacy, regia di Paul Greengrass (2004) - Non accreditato
- Pelham 123 - Ostaggi in metropolitana (The Taking of Pelham 123), regia di Tony Scott (2009)
- Aiuto vampiro (Cirque du Freak: The Vampire's Assistant), regia di Paul Weitz (2009)
- Robin Hood, regia di Ridley Scott (2010)
- Green Zone, regia di Paul Greengrass (2010)
- 42 - La vera storia di una leggenda americana (42), regia di Brian Helgeland (2013)
- Legend, regia di Brian Helgeland (2015)
- Spenser Confidential, regia di Peter Berg (2020)
- Finestkind, regia di Brian Helgeland (2023)

### Soggetto
- Nightmare 4 - Il non risveglio (A Nightmare on Elm Street 4: The Dream Master), regia di Renny Harlin (1988)
- Il destino di un cavaliere (A Knight's Tale), regia di Brian Helgeland (2001)
- Robin Hood, regia di Ridley Scott (2010)

### Regista
- Payback - La rivincita di Porter (Payback, 1999)
- Il destino di un cavaliere (A Knight's Tale, 2001)
- La setta dei dannati (The Order, 2003)
- 42 - La vera storia di una leggenda americana (42, 2013)
- Legend (2015)
- Finestkind (2023)